# Литовка (Новониколаевский район)
Литовка (укр. Литовка) — село,
Терсянский сельский совет,
Новониколаевский район,
Запорожская область,
Украина.
Население по данным 1988 года составляло 20 человек.
Село ликвидировано в 1994 году.

## Географическое положение
Село Литовка находилось на левом берегу реки Верхняя Терса, в месте впадения в неё реки Широкая,
ниже по течению на расстоянии в 1 км расположено село Криновка,
на противоположном берегу — село Заливное.

## История
- 1994 — село ликвидировано[1].